# Карабузинское сельское поселение
Карабузинское се́льское поселе́ние — упразднённое муниципальное образование в составе бывшего Кашинского района Тверской области.
На территории поселения находятся 42 населенных пункта. Административный центр — деревня Карабузино.
Образовано в 2005 году, включило в себя территории Карабузинского и Фалевского сельских округов. 
С 2018 года упразднено и стало частью единого Кашинского городского округа.

## Географические данные
- Общая площадь: 236,2 км²
- Нахождение: юго-восточная часть Кашинского района.
  - Граничит:
    - на северо-востоке — с Ярославской областью, Угличский район,
    - на юге — с Калязинским районом (по Угличскому водохранилищу),
    - на северо-западе — с Фарафоновским СП

## Население
По переписи 2002 года — 550 человек (334 в Карабузинском и 216 в Фалевском сельском округе), на 01.01.2008 — 535 человек.

Национальный состав: русские.

## Населенные пункты
На территории поселения находятся следующие населённые пункты:
| №  | Тип нп | Название     | Население (2008 год) |
| -- | ------ | ------------ | -------------------- |
| 1  | дер.   | Громилово    | 1                    |
| 2  | дер.   | Демидово     | 1                    |
| 3  | дер.   | Доманово     | 10                   |
| 4  | дер.   | Дулепово     | 4                    |
| 5  | дер.   | Ивайково     | 7                    |
| 6  | дер.   | Каданово     | 10                   |
| 7  | дер.   | Карабузино   | 81                   |
| 8  | дер.   | Киряково     | 0                    |
| 9  | дер.   | Клясово      | 2                    |
| 10 | дер.   | Костюшино    | 0                    |
| 11 | дер.   | Ладыгино     | 14                   |
| 12 | дер.   | Леванидово   | 16                   |
| 13 | дер.   | Малахово     | 1                    |
| 14 | дер.   | Мошнино      | 13                   |
| 15 | дер.   | Никольское   | 4                    |
| 16 | дер.   | Новинки      | 12                   |
| 17 | дер.   | Овсянниково  | 4                    |
| 18 | дер.   | Сипягино     | 0                    |
| 19 | дер.   | Скатерка     | 19                   |
| 20 | село   | Стельково    | 0                    |
| 21 | дер.   | Терехино     | 39                   |
| 22 | дер.   | Фролово      | 68                   |
| 23 | дер.   | Щапицы       | 2                    |
| 24 | дер.   | Эндогорово   | 4                    |
| 25 | дер.   | Бараново     | 0                    |
| 26 | дер.   | Волжанка     | 22                   |
| 27 | дер.   | Городищи     | 5                    |
| 28 | дер.   | Данилково    | 4                    |
| 29 | дер.   | Заволжье     | 16                   |
| 30 | дер.   | Колобово     | 1                    |
| 31 | дер.   | Коробеньково | 0                    |
| 32 | дер.   | Лучкино      | 0                    |
| 33 | дер.   | Окороково    | 16                   |
| 34 | дер.   | Поповка      | 1                    |
| 35 | дер.   | Рассолово    | 1                    |
| 36 | дер.   | Репрево      | 4                    |
| 37 | дер.   | Спасс        | 2                    |
| 38 | дер.   | Степаньково  | 11                   |
| 39 | дер.   | Фалево       | 125                  |
| 40 | дер.   | Чаплинка     | 7                    |
| 41 | дер.   | Шестаково    | 8                    |
| 42 | дер.   | Яйцово       | 0                    |

### Бывшие населенные пункты
На территории поселения исчезли деревни Верезино, Воскресенское, Детково, Иванково,  Панино, Пятишино, Степаново, Теляшово, Трестино, Ушаково и другие.

При создании Угличского водохранилища (1938—1939 годы) затоплены (переселены) деревни: Фалево, Данилково, Нергоцкое, Болотово, Васюково, Черноручье.

## История
В XVI—XVII вв. территория поселения относилась к Нерехотскому стану Кашинского уезда Русского государства.

С образованием губерний территория поселения входит в Углицкую провинцию Санкт-Петербургской, затем (с 1727 года) в Московской губернии. В 1775—1796 гг. — в Тверское наместничество, Калязинский уезд С образованием в 1796 году Тверской губернии территория поселения вошла в Кашинский уезд, с 1803 года — в восстановленный Калязинский уезд (до 1922 года). В 1922—1927 годах — в Кашинском, в 1927—1929 — в Кимрском уездах. После ликвидации губерний в 1929 году территория вошла в Калязинский район Московской области. В 1935 году Калязинский район вошёл в состав Калининской области, в 1963 году. ликвидирован (присоединён к Кимрскому району) и восстановлен в 1964 году. В 1978? году заволжская часть Калязинского района (Шестаковский и Карабузинский сельсоветы) передана в Кашинский район. С этого времени территория поселения входит в Кашинский район Калининской области (с 1990 года Тверской области).
В XIX — начале XX века деревни поселения относились к Фроловской волости Калязинского уезда Тверской губернии.